# Kajmów
Kajmów – nieistniejąca już wieś, od 1976 osiedle na południu Tarnobrzega. Granice Kajmowa stopniowo przesuwały się na korzyść odkrywkowej kopalni siarki, aż w 1992 roku osiedle oficjalnie zostało zlikwidowane i część jego byłych terenów znalazła się w granicach osiedla Miechocin.
W latach 1973–1976 w gminie Tarnobrzeg. 1 października 1976 włączony do Tarnobrzega.